# Toni Lydman
Toni Lydman (* 25. září 1977, Lahti, Finsko) je bývalý finský hokejový obránce, který hrál naposled za Anaheim Ducks v NHL. V roce 2006 a 2010 reprezentoval Finsko na Olympijských hrách.

## Ocenění a úspěchy
- 2000 SM-liiga – All-Star Team
- 2000 SM-liiga – Trofej Pekky Rautakalliona

## Klubová statistika
| Sezona       | Klub           | Soutěž       | Základní část | Základní část | Základní část | Základní část | Základní část | Play off | Play off | Play off | Play off | Play off |
| Sezona       | Klub           | Soutěž       | Z             | G             | A             | B             | TM            | Z        | G        | A        | B        | TM       |
| ------------ | -------------- | ------------ | ------------- | ------------- | ------------- | ------------- | ------------- | -------- | -------- | -------- | -------- | -------- |
| 1996–97      | Tappara        | SM-l         | 49            | 1             | 2             | 3             | 65            | 3        | 0        | 0        | 0        | 6        |
| 1997–98      | Tappara        | SM-l.        | 48            | 4             | 10            | 14            | 48            | 4        | 0        | 2        | 2        | 0        |
| 1998–99      | HIFK           | SM-l.        | 42            | 4             | 7             | 11            | 36            | 11       | 0        | 3        | 3        | 2        |
| 1999–00      | HIFK           | SM-l.        | 46            | 4             | 18            | 22            | 36            | 9        | 0        | 4        | 4        | 6        |
| 2000–01      | Calgary Flames | NHL          | 62            | 3             | 16            | 19            | 30            | —        | —        | —        | —        | —        |
| 2001–02      | Calgary Flames | NHL          | 79            | 6             | 22            | 28            | 52            | —        | —        | —        | —        | —        |
| 2002–03      | Calgary Flames | NHL          | 81            | 6             | 20            | 26            | 28            | —        | —        | —        | —        | —        |
| 2003–04      | Calgary Flames | NHL          | 67            | 4             | 16            | 20            | 30            | 6        | 0        | 1        | 1        | 2        |
| 2004–05      | HIFK           | SM-l.        | 8             | 1             | 2             | 3             | 2             | 5        | 0        | 3        | 3        | 0        |
| 2005–06      | Buffalo Sabres | NHL          | 75            | 1             | 16            | 17            | 82            | 18       | 1        | 4        | 5        | 18       |
| 2006–07      | Buffalo Sabres | NHL          | 67            | 2             | 17            | 19            | 55            | 18       | 1        | 4        | 5        | 55       |
| 2007–08      | Buffalo Sabres | NHL          | 82            | 4             | 22            | 26            | 74            | —        | —        | —        | —        | —        |
| 2008–09      | Buffalo Sabres | NHL          | 80            | 3             | 20            | 23            | 70            | —        | —        | —        | —        | —        |
| 2009–10      | Buffalo Sabres | NHL          | 67            | 4             | 16            | 20            | 30            | 6        | 0        | 1        | 1        | 6        |
| 2010–11      | Anaheim Ducks  | NHL          | 78            | 3             | 22            | 25            | 42            | 6        | 0        | 0        | 0        | 2        |
| 2011–12      | Anaheim Ducks  | NHL          | 74            | 0             | 13            | 13            | 46            | —        | —        | —        | —        | —        |
| 2012–13      | Anaheim Ducks  | NHL          | 35            | 0             | 6             | 6             | 12            | 3        | 0        | 0        | 0        | 0        |
| Celkem v NHL | Celkem v NHL   | Celkem v NHL | 847           | 36            | 206           | 242           | 551           | 55       | 3        | 8        | 11       | 42       |